# ماترا-کنتینیو ام‌سی-۱۰۱
ماترا-کنتینیو ام‌سی-۱۰۱ (به انگلیسی: Matra-Cantinieau MC-101) یک بالگرد آزمایشی ساختِ کارخانهٔ ماترا در کشور فرانسه است. این بالگرد برای نخستین بار در ۱۱ نوامبر ۱۹۵۲ میلادی مورد استفاده قرار گرفت. تنها یک نمونه از آن تولید شد.

## مشخصات
داده‌ها از Jane's All the World's Aircraft 1953-54
ویژگی‌های عمومی
- خدمه: ۲
- طول: ۶٫۷۰ متر (۲۲ فوت ۰ اینچ) (fuselage)
- ارتفاع: ۲٫۳۰ متر (۷ فوت ۷ اینچ)
- وزن خالی: ۴۰۰ کیلوگرم (۸۸۲ پوند)
- وزن ناخالص: ۶۰۰ کیلوگرم (۱٬۳۲۳ پوند)
- ظرفیت سوخت: ۴۰ کیلوگرم (۸۸ پوند)
- پیشرانه: ۱ عدد چهارسیلندر پیستونی Hirth HM-504, ۷۸ کیلووات (۱۰۵ اسب بخار)
- قطر روتور اصلی:  ۸٫۰ متر (۲۶ فوت ۳ اینچ)
- مساحت روتور اصلی: ۵۰٫۳ متر مربع (۵۴۱ فوت مربع)

عملکرد
- سرعت کروز: ۱۰۰ کیلومتر بر ساعت (۶۲ مایل بر ساعت، ۵۴ گره)
- مداومت پروازی: 2 hr